# II. Lajos türingiai tartománygróf
II. (Vaskezű) Lajos (1128 – 1172. október 14.) türingiai tartománygróf 1140-től haláláig.

## Élete
(III.) I. Lajos fiaként született, és édesapja halála után tizenéves gyermekként került Türingia élére. 1140-től 1144-ig édesanyjának, Hedvignek a gyámsága alatt állt. 1144-től önállóan kormányzott. Felesége II. Frigyes sváb herceg leánya, I. Frigyes német-római császár sógornője volt.
Lajos 1157-ben részt vett a lengyelek elleni, 1158-ban és 1164-ben pedig a Milánó elleni hadjáratban. 1168-ban Oroszlán Henriket támadta meg hadaival a császár parancsára. 1172-ben a Freyburg melletti Neuenburg várban fejezte be életét. Utóda fia, III. Lajos lett.

## Lásd még
- Türingia uralkodóinak listája

| Előző uralkodó: I. Lajos | Türingia tartománygrófja 1140 – 1172 | Következő uralkodó: III. Lajos |